# Natividade da Serra
Natividade da Serra là một đô thị ở bang São Paulo của Brasil, Tiểu vùng Paraibuna/Paraitinga. Đô thị này nằm ở vĩ độ 23º22'32" độ vĩ nam và kinh độ 45º26'31" độ vĩ tây, trên khu vực có độ cao 720 m. Dân số năm 2004 ước tính là 7.205 người. 

## Thông tin nhân khẩu
- Tổng dân số: 6.952
  - Dân số thành thị: 2.853
  - Dân số nông thôn: 4.099
  - Nam giới: 3.681
  - Nữ giới: 3.271
- Mật độ dân số (người/km²): 8,35
- Tỷ lệ tử vong trẻ sơ sinh dưới 1 tuổi (trên một triệu người): 14,12
- Tuổi thọ bình quân (tuổi): 72,18
- Tỷ lệ sinh (số trẻ trên mỗi bà mẹ): 2,98
- Tỷ lệ biết đọc biết viết: 79,35%
- Chỉ số phát triển con người (HDI-M): 0,733
  - Chỉ số phát triển con người - Thu nhập: 0,636
  - Chỉ số phát triển con người - Tuổi thọ: 0,786
  - Chỉ số phát triển con người - Giáo dục: 0,778

(Nguồn: IPEADATA)
Nguồn: Điều tra dân số năm 2000

### Sông ngòi
Bản mẫu:Dividir em colunas
- Sông Paraibuna
- Sông Paraitinga
- Rio Bonito
- Rio da Prata
- Rio do Chapéu
- Rio Lourenço Velho
- Rio Manso
- Rio Negro
- Rio Pardo
- Rio Pedregulho
- Ribeirão Barra Mansa
- Ribeirão Branco
- Ribeirão Grande
- Ribeirão da Estiva
- Ribeirão dos Martins
- Ribeirão Pararaca
- Ribeirão Passa Quatro
- Córrego da Marmelada
- Córrego da Cachoeirinha
- Córrego das Palmas
- Córrego do Morro Grande
- Córrego do Indaiá
- Córrego dos Pires
- Córrego Feliciano

Bản mẫu:Dividir em colunas fim

## Các phường
- Barra
- Bairro Alto (Distrito de Natividade da Serra)
- Cachoeira Grande
- Marmelada
- Martins
- Monte Alegre
- Morro da Pedra
- Pachi
- Palmeiras
- Paraitinga
- Perobas
- Pouso Altinho
- Pouso Alto
- Pouso Frio
- Remédio
- Ribeirão
- Rio Manso
- Rodrigo Soares
- Selado
- Serra Azul
- Vargem Grande

Bản mẫu:Dividir em colunas fim

### Các xa lộ
- BR-116 - Rodovia Presidente Dutra

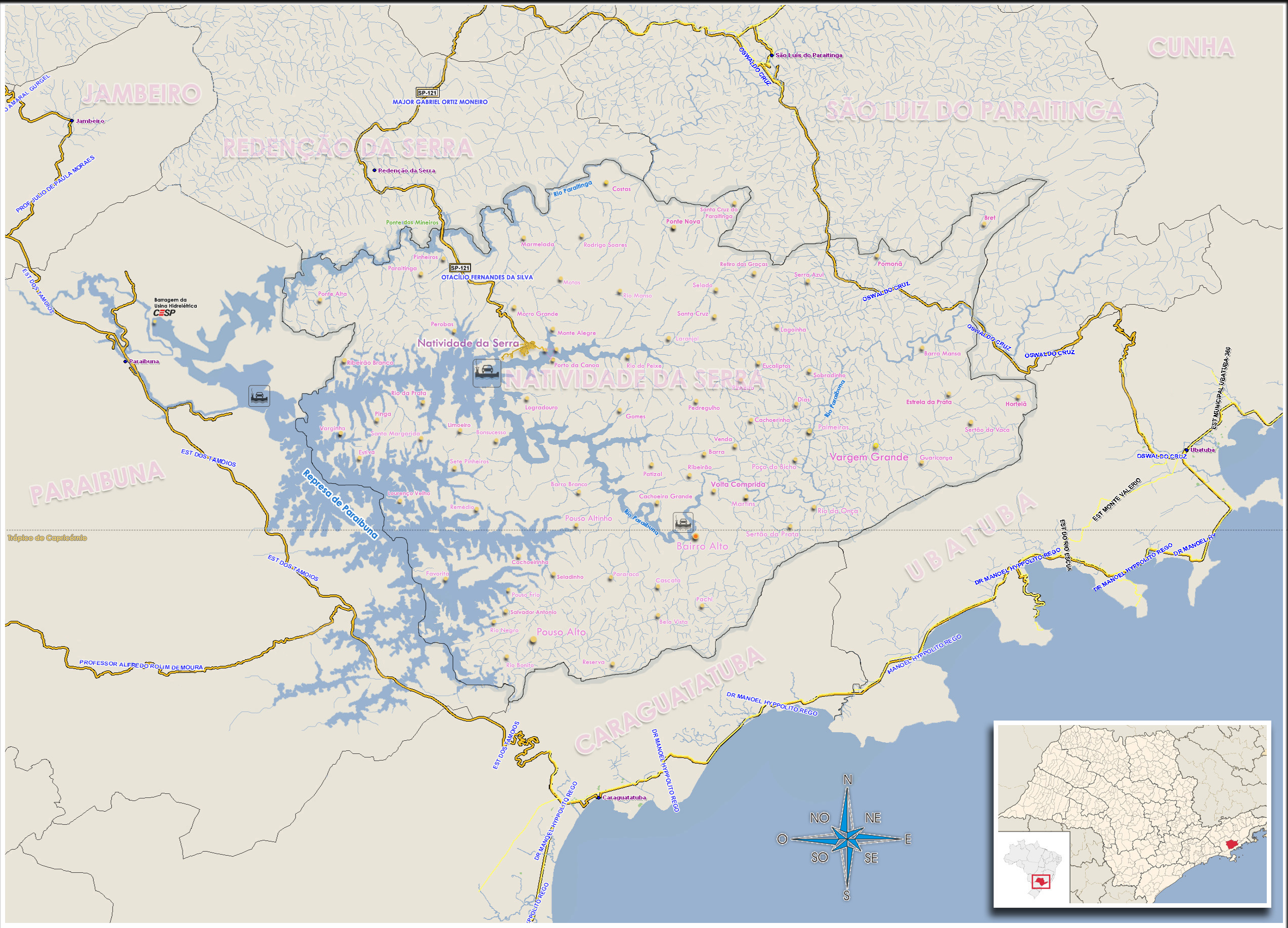
Bản đồ Natividade da Serra

- SP-70 - Rodovia Governador Carvalho Pinto
- SP-125 - Rodovia Dr. Osvaldo Cruz
- SP-121 - Rodovia Rodovia Major Gabriel Ortiz Monteiro até Redenção da Serra e
- SP-121 - Rodovia Otacílio Fernandes da Silva
- SP-99 - Rodovia dos Tamoios (Acesso pelo km 67,5)